# Olga Ismayilova
Olga Yuryevna Ismayilova (nascida Panarina; Carcóvia, 16 de setembro de 1985) é uma ciclista bielorrussa, de origem ucraniana, que atualmente compete pelo Azerbaijão.
Panarina representou a Bielorrússia em dois eventos nos Jogos Olímpicos de Verão de 2012.

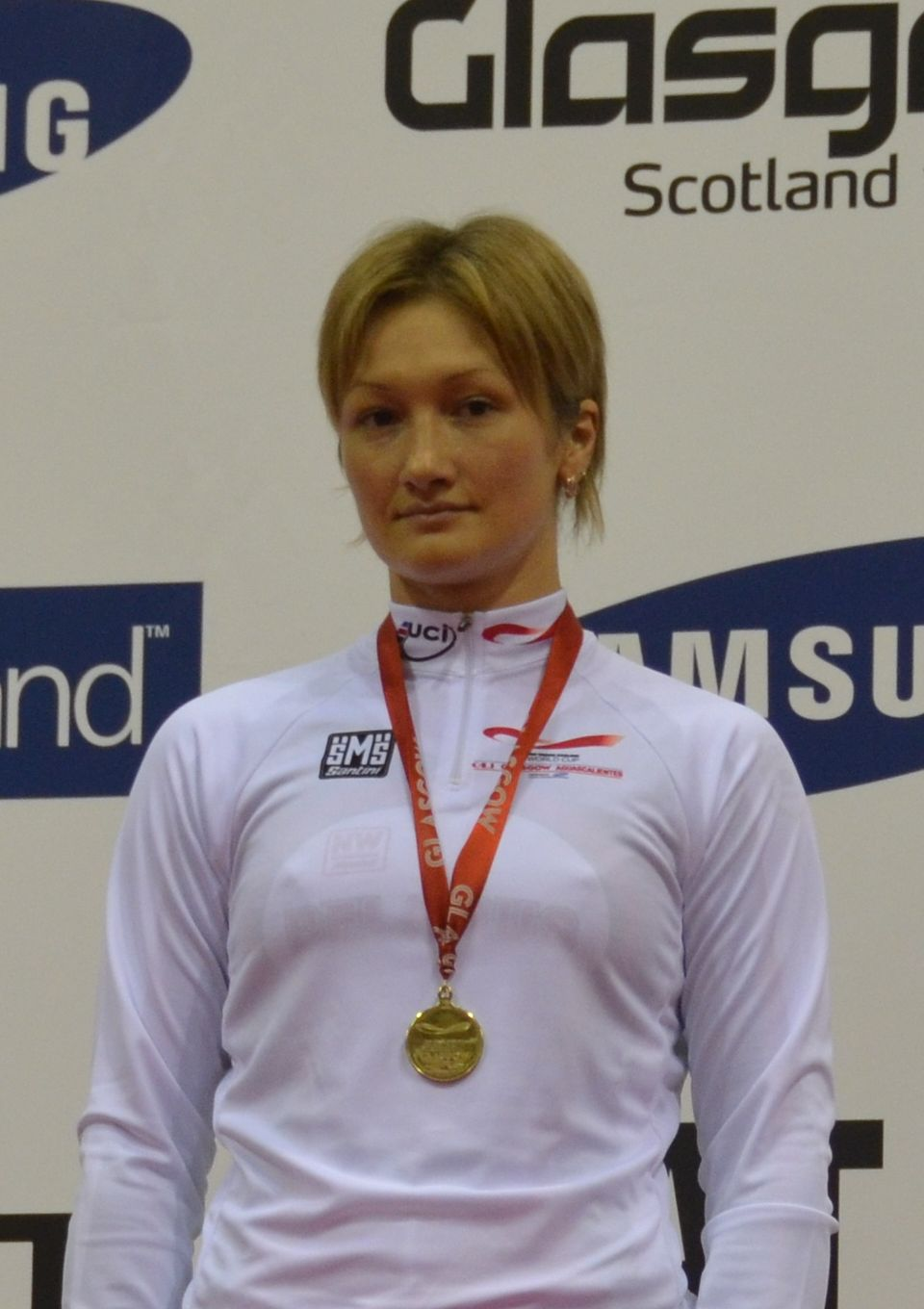
Panarina em 2012

Ela passou a defender o Azerbaijão em 2016 e por esse país disputou os Jogos Olímpicos de 2016, no Rio de Janeiro.